# Night Has a Thousand Eyes
Night Has a Thousand Eyes é um filme de suspense noir   estadunidense de 1948, dirigido por John Farrow para a Paramount Pictures. O roteiro de Barré Lyndon e Jonathan Latimer é baseado no romance homônimo de Cornell Woolrich.

## Elenco
- Edward G. Robinson...John Triton, o "Mago Mental"
- Gail Russell...Jean Courtland
- John Lund...Elliott Carson
- Virginia Bruce...Jenny Courtland
- William Demarest...Tenente Shawn
- Richard Webb...Peter Vinson
- Jerome Cowan...Whitney Courtland

## Sinopse
No início do filme, a jovem herdeira Jean Courtland é salva de cometer suicídio saltando de uma ponte da linha férrea de New Orleans pelo geólogo Elliott Carson. Ao perguntar a ele como descobrira o local e o que ela ia fazer, Carson lhe fala de John Triton, um misterioso vidente que o alertara. Apesar disso, o cientista acha que Triton é um farsante que tenta enganar a inocente Jean para ficar com o dinheiro dela. Mas a moça não está tão convicta assim, pois o falecido pai dela, o milionário Whitney Courtland, trabalhara no antigo show de ilusionismo de Triton e contara ter ficado rico graças ao artista (mostrado em flashbacks, narrados por Triton). Courtland vai a policia quando Triton prediz uma nova ameaça à vida de Jean. O vidente é preso mas tenta convencer os policiais que diz a verdade e tenta salvar a vida da moça.

## Recepção
O filme geralmente é elogiado pela sombria adaptação do livro de Woolrich. Apesar disso, o guia de filmes da Time Out, mesmo tendo gostado da fotografia de  John F. Seitz, o critica negativamente (tradução livre):
"Apesar da requintada cena de abertura -- o resgate de Lund de Gail Russell do suicídio, e a revelação do terror mortal que ela sente das estrelas -- é uma adaptação decepcionante do soberbo livro de Cornell Woolrich".

## Música
A música jazz tema do filme (escrita por Jerry Brainin e Buddy Bernier) se tornou conhecida e teve gravações de Horace Silver, Carmen McRae, Harry Beckett, Paul Desmond e John Coltrane, dentre outros.